# محطة قطار أم الذروع
محطة أم الذروع هي محطة قطار جزائرية ، تقع في بلدية أم الذروع ، ولاية الشلف .

## الموقع في السكك الحديدية
تقع المحطة على خط الجزائر - وهران ، حيث تسبقها محطة وادي الفضة وتتبعها محطة الشلف .

## خدمة الركاب

### خدمة
تخدم محطة أم درو القطارات الجهوية على طريق الشلف - خميس مليانة .

## أنظر أيضا

### مَقالات ذات صلة
- خط من الجزائر إلى وهران
- قائمة محطات القطارات في الجزائر

### روابط خارجية
- "SNTF". Société nationale des transports ferroviaires (SNTF). مؤرشف من الأصل في 2025-06-02..

قالب:Desserte gare/début
قالب:Desserte gare
قالب:Desserte gare/fin